# Ruffey-sur-Seille
Ruffey-sur-Seille est une commune française située dans le département du Jura, dans la région culturelle et historique de Franche-Comté et la région administrative Bourgogne-Franche-Comté.

## Géographie
Le village de Ruffey-sur-Seille, comme son nom l'indique, est traversé par la rivière Seille. L'extension du nom a été adoptée en 1950.

La Seille à Ruffey : au centre, l’église Saint-Aignan.

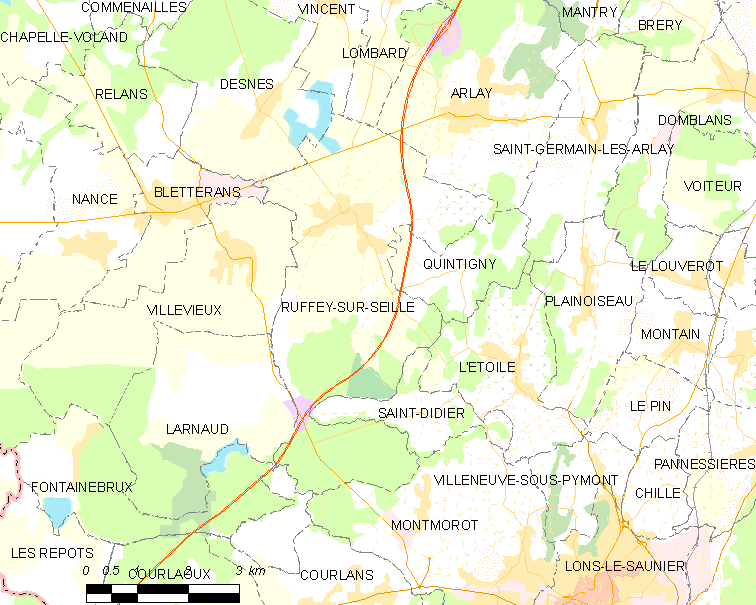
Situation de Ruffey-sur-Seille.

### Climat
Pour des articles plus généraux, voir Climat de la Bourgogne-Franche-Comté et Climat du département du Jura.
En 2010, le climat de la commune est de type climat des marges montargnardes, selon une étude du Centre national de la recherche scientifique s'appuyant sur une série de données couvrant la période 1971-2000. En 2020, Météo-France publie une typologie des climats de la France métropolitaine dans laquelle la commune est exposée à un climat semi-continental et est dans la région climatique  Jura, caractérisée par une forte pluviométrie en toutes saisons (1 000 à 1 500 mm/an), des hivers rigoureux et un ensoleillement médiocre. 
Pour la période 1971-2000, la température annuelle moyenne est de 11,1 °C, avec une amplitude thermique annuelle de 17,5 °C. Le cumul annuel moyen de précipitations est de 1 109 mm, avec 12,2 jours de précipitations en janvier et 8,6 jours en juillet. Pour la période 1991-2020, la température moyenne annuelle observée sur la station météorologique de Météo-France la plus proche, « Lombard », sur la commune de Lombard à 5 km à vol d'oiseau, est de 12,1 °C et le cumul annuel moyen de précipitations est de 1 128,6 mm. 
La température maximale relevée sur cette station est de 39,5 °C, atteinte le 24 juillet 2019 ; la température minimale est de −16,5 °C, atteinte le 5 février 2012,,. 
Les paramètres climatiques de la commune ont été estimés pour le milieu du siècle (2041-2070) selon différents scénarios d'émission de gaz à effet de serre à partir des nouvelles projections climatiques de référence DRIAS-2020. Ils sont consultables sur un site dédié publié par Météo-France en novembre 2022.

## Urbanisme

### Typologie
Au 1er janvier 2024, Ruffey-sur-Seille est catégorisée commune rurale à habitat dispersé, selon la nouvelle grille communale de densité à sept niveaux définie par l'Insee en 2022.
Elle est située hors unité urbaine. Par ailleurs la commune fait partie de l'aire d'attraction de Lons-le-Saunier, dont elle est une commune de la couronne,. Cette aire, qui regroupe 139 communes, est catégorisée dans les aires de 50 000 à moins de 200 000 habitants,.

### Occupation des sols
L'occupation des sols de la commune, telle qu'elle ressort de la base de données européenne d’occupation biophysique des sols Corine Land Cover (CLC), est marquée par l'importance des territoires agricoles (59,7 % en 2018), en diminution par rapport à 1990 (60,7 %). La répartition détaillée en 2018 est la suivante : 
terres arables (44,1 %), forêts (34 %), zones agricoles hétérogènes (12,4 %), zones urbanisées (4,7 %), cultures permanentes (3 %), zones industrielles ou commerciales et réseaux de communication (1 %), eaux continentales (0,4 %), prairies (0,2 %). L'évolution de l’occupation des sols de la commune et de ses infrastructures peut être observée sur les différentes représentations cartographiques du territoire : la carte de Cassini (XVIIIe siècle), la carte d'état-major (1820-1866) et les cartes ou photos aériennes de l'IGN pour la période actuelle (1950 à aujourd'hui).

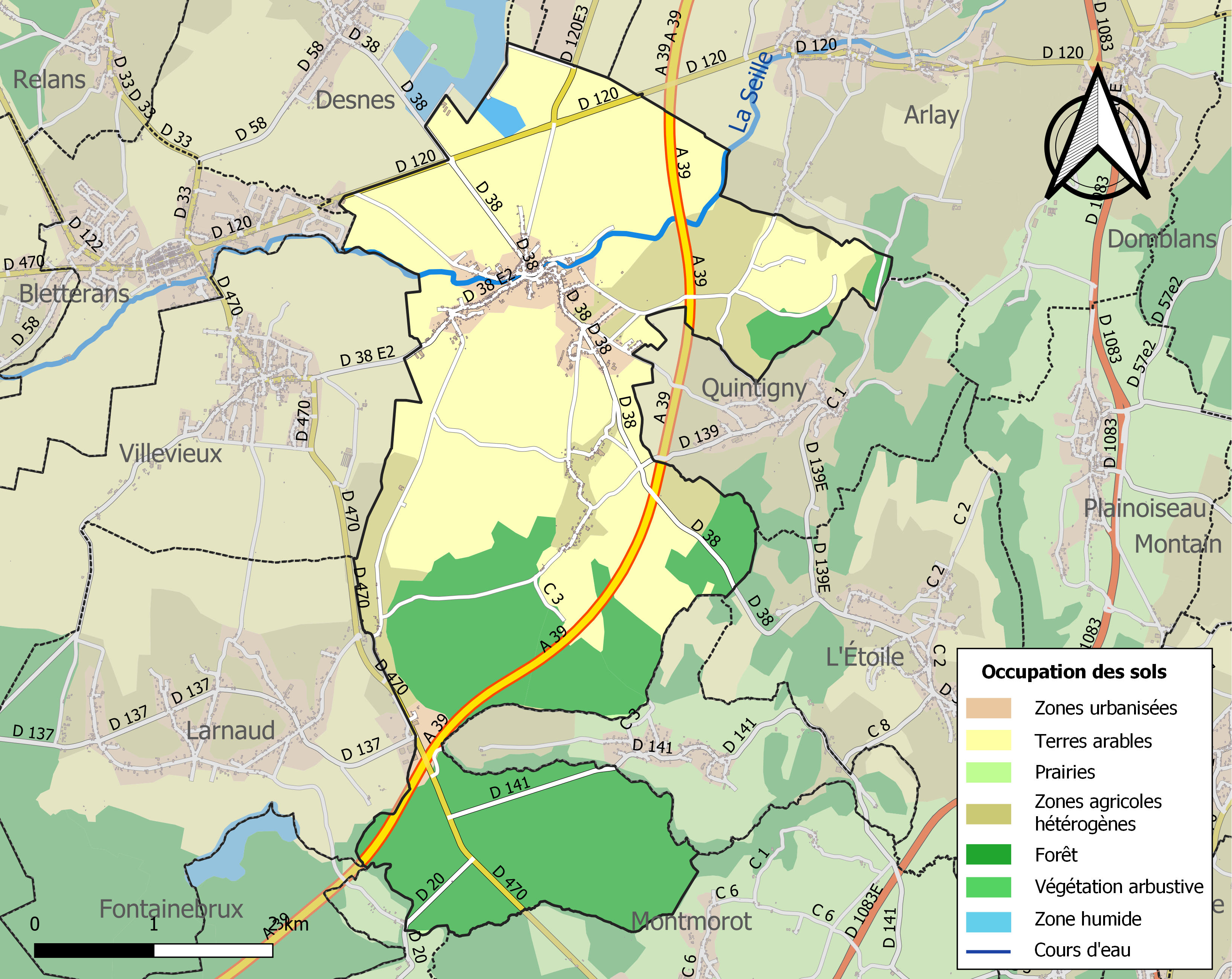
Carte des infrastructures et de l'occupation des sols de la commune en 2018 (CLC).

## Héraldique
Des réflexions sont en cours pour donner un blason à Ruffey-sur-Seille.

## Histoire
Cet article est une ébauche
La plaine fertile de la Seille est occupée dès les environs de 8 000 av J.-C. par des chasseurs-cueilleurs, comme l'atteste la présence d'une grotte ornée à Arlay, commune voisine (NB : grotte non décrite dans la page de cette commune).
Au VIe siècle, le territoire, morcelé en alleux, est possédé par d'anciennes familles gallo-romaines et des chefs burgondes. Un premier prieuré est fondé sur la rive gauche de la Seille.
- 750 : Erménora, "vierge consacrée à Dieu", donne à l'abbaye Saint-Bénigne de Dijon l'alleu qu'elle possède à Ruffey. Quelques religieux sont envoyés pour faire valoir ce domaine et y fonder un prieuré. La chapelle qu'ils construisent est dédiée à Saint Christophe. Le prieuré sert d'église paroissiale jusqu'à l'édification, au XIe siècle de l'église actuelle dédiée à Saint Aignan.
- Xe siècle : profitant des désordres de l'anarchie féodale, les biens du prieuré sont usurpés au profit de l'abbaye Saint-Marcel-lès-Chalon, ordre de Cluny.
- XIe siècle : après quelques revendications concernant l'appartenance du prieuré, Saint-Marcel se voit confirmer, en 1092, la gestion du prieuré Saint-Christophe ainsi que la totalité des droits sur l'église Saint-Aignan. Hugues archevêque de Besançon concède (1067-1079), l'église de Ruffey à l'abbaye[13]. En 1092, Adalberga et ses fils donnent à l'abbaye l'église de Ruffey, un curtil, et la justice du cimetière, etc[14]. Les propriétés immobilières du prieuré sont alors d'une vaste étendue et les revenus forts importants. Le prieur est reçu régulièrement à Cluny et reçoit également l'abbé à Ruffey.
- XIVe siècle : le prieuré est détruit.
- XIVe siècle : reconstruction du prieuré
- 1534 : le prieur Estienne Vaulchier est tenu de donner et administrer la vie et la maison à un religieux de l'ordre de Cluny.
- 1582 : Le prieuré est sans signe de conventualité. Il est dit "rural de l'ordre de Cluny"
- 1753 et 1754 : Un inventaire des titres et biens du prieuré est établi : l'habitation du prieur, la chapelle prieurale, grange, écurie, cuverie...
- 1791 : Confisqué comme bien national, le prieuré est vendu à Jean-Baptiste L'Homme, notaire à Ruffey et beau-frère du Général Lecourbe. Le prieuré est alors transformé en exploitation agricole et subit d'importants dommages.
- 1970 : Achat par le propriétaire actuel
- 1980 : Début de la restauration : démolition des appentis adjacents, reconstruction de 54 contreforts, réouverture de la fenêtre ogivale.
- 1988 : Classement à l'inventaire supplémentaire des  monuments historiques et restauration des peintures murales de la chapelle
- 2010 : Le prieuré remporte son adhésion aux sites clunisiens

### Seigneurs
La première famille seigneuriale est celle des Montmorot, avec Thibert II, puis Thibert III (fondateur au XIIe siècle de la chartreuse de Bonlieu et de l'abbaye du Grandvaux) et son frère Pierre, père de Jacques de Montmorot qui prit le nom de Ruffey. Le fils de Jacques, Étienne de Ruffey, eut une seule fille, Marguerite de Ruffey qui se remaria en 1310 avec Hugues V de Vienne (cf. l'article Ste-Croix), (dont c'était la deuxième femme, la 1re étant Gillette de Chaussin, dame de Longwy), seigneur de Seurre, Pymont (Saône-et-Loire), et de Lons en partie (St-Désiré) avec Pymont (Jura), † 1316, fils de Philippe Ier ou II de Vienne (ce dernier avait en plus Pagny, qui était allé à un demi-frère d'Hugues, Jean de Vienne).
De sa première femme, Gillette de Chaussin, dame en partie de Longwy (fille de Simonin), Hugues V avait eu : Guillaume Ier ou II de Vienne, seigneur de Seurre : d'où les seigneurs de Seurre et St-Georges, de Ste-Croix etc., dont Guillaume II ou IV. Hugues V appartenait à la noble Maison de Vienne. La maison de Neublans d'Antigny prit le nom de Vienne quand le grand-père d'Hugues V, le comte Hugues IV, avait accédé au comté de Vienne du chef de sa mère Béatrice de Vienne-Mâcon. De sa deuxième épouse, Marguerite de Ruffey, Hugues V fut le père de : Philippe II ou III († 1370), seigneur de Ruffey, Pymont (Boyer), Lons-bourg St-Désiré et Pymont (Jura), Montmorot, et aussi de Chevreaux par son premier mariage avec 1° Marguerite de Montluel, dame de Chevreau(x) ou Chevrel.
Philippe II épousa en 2° noces Huguette d'Antigny-Ste-Croix, d'où la suite de Pymont (Jura ; en partie), Lons et Montmorot, alors que Ruffey, Chevreaux, Pymont (à Boyer, Saône-et-Loire) et Pymont (Jura ; l'autre part) passèrent à Guy de Vienne († 1406), fils de Philippe II et de sa première femme 1° Marguerite de Montluel-Chevreaux. Guy épouse en 1350 Marie de Thoire-Villars, dame de Brion-en-Bugey, fille d'Humbert VI x Béatrice de Savoie-Achaïe, fille de Philippe Ier de Savoie-Achaïe. (La sœur utérine de Guy, une autre Jeanne de Vienne, épouse Erard de Crux).
- Jacques de Vienne († vers 1445), fils de Guy de Vienne et Marie de Thoire-Villars, récupère toutes les parts de Pymont (Jura) en 1400, puis cède le tout en 1419 à Humbert de Saubief. (Sa sœur Béatrix de Vienne, dame de Commenailles, épouse Mathey/Mathieu de Rye : cf. Neublans > branche de Rye). Jacques convole avec Marie de Bauffremont-Charny, fille de Philibert († 1415 à Azincourt), d'où :
  - Jean de Vienne, (frère de Philippe de Vienne, évêque de Langres ; et d'Antoine, chanoine-comte de Lyon), x 1430 Catherine fille de Marquès/Marquis Rog(i)er de Beaufort, La Mothe et Canillac, fils de Guillaume II Roger, demi-frère cadet de Guillaume III (de) Roger et du pape Grégoire XI, d'où :
    - Louis de Vienne, (sa sœur Jeanne x 1450 Guillaume d'Estrabonne de Nolay), x 1457 Isabeau, fille de Jean II de Neufchâtel-Montaigu et Marguerite de Castro ; d'où : 
      - Gérard de Vienne († 1545), (son frère Antoine, † 1552, est abbé de La Ferté, St-Seine, Molesmes, Balerne, Vauclair et Maizières, évêque de Chalon). Il cède Pymont (Haute-Saône) vers 1515 ; x vers 1500 Bénigne de Jaucourt de Dinteville, dame d'Antigny et de Commarin (à Châteauneuf-en-Auxois), fille d'Alix de Champlitte-Pontailler, dame d'Antigny, et de Jacques de Dinteville de Commarin, lui-même fils de Jeanne de La Baume de Montrevel et Claude de Dinteville ; D'où :
        - François de Vienne (v. 1515-1559), sire d'Antigny, de Commarin et de Ruffey ; (sa sœur Charlotte de Vienne, femme 1° de Jacques de Montboissier-Beaufort-Canilhac vicomte de La Mothe, et 2° de Joachim de Chabannes de Curton, est connue sous le nom de Madame de Curton ; leur sœur Philiberte de Vienne épouse Claude de Vergy de Fouvent de Champlitte). François marie Guillemette de Luxembourg-Ligny-St-Pol, fille de Charles Ier, comte de Brienne en 1519-1530. Parents de :
          - Antoine de Vienne, baron d'Antigny et de Ruffey, comte de Commarin [après son frère aîné Jacques de Vienne (1536-v. 1587), 1er comte de Commarin — à moins que ce ne soit Antoine en 1588 ? — sans postérité de Charlotte, fille de Claude de Clermont-Toulongeon ; leur sœur Léonore x 1560 François de La Rochefoucauld-Ravel ; leur frère Gérard, né en 1543-† 1562 à Rouen ; leur frère Jean de Vienne, baron de Ruffey, né en 1547, gouverneur du Bourbonnais, chambellan du roi, chevalier du St-Esprit en 1584, x sans postérité de Catherine de Montgascon], x 1572 Claude d'Esguilly. Parents de :
            - Jacques-François (Ier) de Vienne, † 1605, x Françoise, fille de François de la Magdelaine de Ragny. Parents de :
              - Charles (Ier) comte de Commarin et baron de Châteauneuf (né en 1597), x 1621 Marguerite Fauche de Dompré (sœur de Jean-Jacques), d'où : Henri de Commarin (1632-v. 1687), x Jeanne-Marguerite Bernard de Trouhans, dont : les comtes Charles (II) de Commarin (1656-1731 ; père de Judith de Vienne-Commarin ci-dessous), et Louis de Commarin († ap. 1721 ; père de Louis-Henry, le comte de Vienne, né en 1712, x 1731 Henriette-Marie-Pélagie de Saulx-Tavannes : Postérité, dont Louis-Ursule de Vienne, né en 1734)
              - Jacques de Vienne, baron d'Antigny, de Ruffey et de Chevreaux (voir à la fin de ce tableau), né en 1599, x 1626 Claude-Marguerite de Saint-Mauris de Montbarrey. Dont : 
                - leur fille Claude-Alexandrine de Vienne, (son frère Charles-François, comte de Ruffey en 1651, † sans alliance) ; x 1651 Claude II (de) Damas, seigneur du Breuil et du Buisson, gouverneur des Dombes, marquis d'Antigny en 1654
                  - leur fils François-Joseph (de) Damas († 1684), seigneur d'Antigny, Ruffey et Chevreaux, amorce les Damas d'Antigny ; x 1684 Marie-Jacqueline de La Baume-Montrevel, d'où :
                    - Joseph-François (de) Damas (1699-1736), marquis d'Antigny, gouverneur des Dombes ; x 1725 sa cousine éloignée Judith de Vienne (1699-1780/1781), dame de Commarin, fille de Charles II de Vienne-Commarin (1656-1731 ; ci-dessus) et de sa femme (x 1698) Anne, fille de César-Philippe de Chastellux. Parents de :
                      - Jacques-François (II) de Damas, sa sœur Alexandrine, 1728-1809, est la mère de Talleyrand), né en 1732, vend le domaine de Ruffey au général-comte Lecourbe en 1804 ; x 1755 Zéphirine-Félicité de Rochechouart de Faudoas fille de François Charles, d'où :
                        - Charles-César (1758-1829 ; son frère cadet est Roger, 1765-1823), duc d'Antigny en 1827, x Aglaé Andrault de Langeron de Maulevrier (1759-1827 ; petite-fille du maréchal Jean-Baptiste), d'où :
                          - Adélaïde-Louise-Zéphirine de Damas (1784-1838), x (Postérité des deux mariages) 1° Charles-François-Elzéar marquis de Voguë, d'où l'héritage de Commarin : parents de Léonce-Louis-Melchior de Vogüé, et grands-parents de Charles-Jean-Melchior de Vogüé et Laurent-Charles-Arthur de Vogüé ; 2° César-Laurent, comte de Chastellux.

      - Jean de Vienne († en novembre 1525), sire de Chevreaux (frère puîné de Gérard et de l'évêque Antoine) ; de sa femme Françoise de Stainville, il a : 
        - Guillaume, baron de Chevreaux († 1548), x 1544 Chrétienne de Vergy († 1566 ; fille de Guillaume de Vergy d'Autrey et de Marie/Marine, fille de Baudouin de Bourgogne ; remariée, veuve, à Claude de Saulx-Vantoux). Dont : - Henri de Vienne-Chevreaux († en août 1582), maréchal de camp des Impériaux, x 1574 Anne (fille de Jean de Baissay de Trichâteau ; remariée en 1587 au comte Charles d'Escars) : leur fils - François de Vienne-Chevreaux, termine ce rameau († sans postérité, il lègue la terre de Chevreaux à Jacques de Vienne de Ruffey d'Antigny ci-dessus).

## Politique et administration

### Tendances politiques et résultats

#### Élections Présidentielles
Le village de Ruffey-sur-Seille place en tête à l'issue du premier tour de l'Élection présidentielle française de 2017, Marine Le Pen (RN) avec 27,95 % des suffrages. Mais lors du second tour, Emmanuel Macron (LaREM) est en tête avec 54,89 %.

#### Élections Régionales
Le village de Ruffey-sur-Seille place la liste "Pour Une Région Qui Vous Protège" menée par Julien Odoul (RN), dès le 1er tour des élections régionales de 2021 en Bourgogne-Franche-Comté, avec 26,80 % des suffrages. Lors du second tour, les habitants décideront de placer la liste de "Notre Région Par Cœur" menée par Marie-Guite Dufay, présidente sortante (PS) en tête, avec cette fois-ci, près de 40,20 % des suffrages. Devant les autres listes menées par Julien Odoul (RN) en seconde position avec 31,86 %, Gilles Platret (LR), troisième avec 17,16 % et en dernière position celle de Denis Thuriot (LaREM) avec 10,78 %. Il est important de souligner une abstention record lors de cette élection qui n'ont pas épargné le village de Ruffey-sur-Seille avec lors du premier tour 64,81 % d'abstention et au second, 63,41 %.

#### Élections Départementales
Le village de Ruffey-sur-Seille faisant partie du Canton de Bletterans place le binôme de Philippe Antoine (LaREM) et Danielle Brulebois (LaREM), en tête, dès le 1er tour des élections départementales de 2021 dans le Jura, avec 62,63 % des suffrages. Lors du second tour, les habitants décideront de placer de nouveau le binôme de Philippe Antoine (LaREM) et Danielle Brulebois (LaREM), en tête, avec cette fois-ci, près de 71,07 % des suffrages. Devant l'autre binôme menée par Josiane Hoellard (RN) et Michel Seuret (RN) qui obtient 28,93 %. Il est important de souligner une abstention record lors de cette élection qui n'ont pas épargné le village de Ruffey-sur-Seille avec lors du premier tour 64,46 % d'abstention et au second, 63,24 %.

### Liste des maires de Ruffey-sur-Seille
| Période                                  | Période   | Identité        | Étiquette | Qualité                     |
| ---------------------------------------- | --------- | --------------- | --------- | --------------------------- |
| vers 1887                                | 18..      | Coutot          |           |                             |
| Les données manquantes sont à compléter. |           |                 |           |                             |
| mars 2001                                | mars 2014 | Daniel Urbain   |           |                             |
| mars 2014                                | 2020      | Évelyne Petit   | DVG       | Retraitée de l'enseignement |
| 2020                                     | En cours  | Emmanuel Billet |           |                             |

## Démographie
L'évolution du nombre d'habitants est connue à travers les recensements de la population effectués dans la commune depuis 1793. Pour les communes de moins de 10 000 habitants, une enquête de recensement portant sur toute la population est réalisée tous les cinq ans, les populations de référence des années intermédiaires étant quant à elles estimées par interpolation ou extrapolation. Pour la commune, le premier recensement exhaustif entrant dans le cadre du nouveau dispositif a été réalisé en 2008.

En 2022, la commune comptait 751 habitants, en évolution de +4,02 % par rapport à 2016 (Jura : −0,81 %, France hors Mayotte : +2,11 %).
| 1793  | 1800  | 1806  | 1821  | 1831  | 1836  | 1841  | 1846  | 1851  |
| ----- | ----- | ----- | ----- | ----- | ----- | ----- | ----- | ----- |
| 1 320 | 1 436 | 1 560 | 1 634 | 1 535 | 1 538 | 1 452 | 1 402 | 1 344 |

| 1856  | 1861  | 1866  | 1872  | 1876  | 1881  | 1886  | 1891  | 1896  |
| ----- | ----- | ----- | ----- | ----- | ----- | ----- | ----- | ----- |
| 1 307 | 1 271 | 1 318 | 1 317 | 1 305 | 1 268 | 1 168 | 1 120 | 1 131 |

| 1901  | 1906  | 1911  | 1921 | 1926 | 1931 | 1936 | 1946 | 1954 |
| ----- | ----- | ----- | ---- | ---- | ---- | ---- | ---- | ---- |
| 1 069 | 1 035 | 1 019 | 877  | 917  | 819  | 776  | 695  | 666  |

| 1962 | 1968 | 1975 | 1982 | 1990 | 1999 | 2006 | 2008 | 2013 |
| ---- | ---- | ---- | ---- | ---- | ---- | ---- | ---- | ---- |
| 556  | 520  | 507  | 558  | 602  | 736  | 762  | 770  | 723  |

| 2018 | 2022 | - | - | - | - | - | - | - |
| ---- | ---- | - | - | - | - | - | - | - |
| 747  | 751  | - | - | - | - | - | - | - |

## Lieux et monuments

### Voies
| 32 odonymes recensés à Ruffey-sur-Seille au 7 décembre 2013   | 32 odonymes recensés à Ruffey-sur-Seille au 7 décembre 2013 | 32 odonymes recensés à Ruffey-sur-Seille au 7 décembre 2013 | 32 odonymes recensés à Ruffey-sur-Seille au 7 décembre 2013 | 32 odonymes recensés à Ruffey-sur-Seille au 7 décembre 2013 | 32 odonymes recensés à Ruffey-sur-Seille au 7 décembre 2013 | 32 odonymes recensés à Ruffey-sur-Seille au 7 décembre 2013 | 32 odonymes recensés à Ruffey-sur-Seille au 7 décembre 2013 | 32 odonymes recensés à Ruffey-sur-Seille au 7 décembre 2013 | 32 odonymes recensés à Ruffey-sur-Seille au 7 décembre 2013 | 32 odonymes recensés à Ruffey-sur-Seille au 7 décembre 2013 | 32 odonymes recensés à Ruffey-sur-Seille au 7 décembre 2013 | 32 odonymes recensés à Ruffey-sur-Seille au 7 décembre 2013 | 32 odonymes recensés à Ruffey-sur-Seille au 7 décembre 2013 | 32 odonymes recensés à Ruffey-sur-Seille au 7 décembre 2013 | 32 odonymes recensés à Ruffey-sur-Seille au 7 décembre 2013 |
| Allée                                                         | Avenue                                                      | Bld                                                         | Chemin                                                      | Esplanade                                                   | Impasse                                                     | Montée                                                      | Passage                                                     | Place                                                       | Quai                                                        | Carrefour                                                   | Route                                                       | Rue                                                         | Ruelle                                                      | Autres                                                      | Total                                                       |
| ------------------------------------------------------------- | ----------------------------------------------------------- | ----------------------------------------------------------- | ----------------------------------------------------------- | ----------------------------------------------------------- | ----------------------------------------------------------- | ----------------------------------------------------------- | ----------------------------------------------------------- | ----------------------------------------------------------- | ----------------------------------------------------------- | ----------------------------------------------------------- | ----------------------------------------------------------- | ----------------------------------------------------------- | ----------------------------------------------------------- | ----------------------------------------------------------- | ----------------------------------------------------------- |
| 1                                                             | 0                                                           | 0                                                           | 1                                                           | 0                                                           | 0                                                           | 0                                                           | 0                                                           | 0                                                           | 1                                                           | 0                                                           | 5                                                           | 21                                                          | 0                                                           | 3                                                           | 32                                                          |
| Notes « N »                                                   | Notes « N »                                                 | Notes « N »                                                 | 1. 2. 3. 4. 5. 6. 7. 8.                                     | 1. 2. 3. 4. 5. 6. 7. 8.                                     | 1. 2. 3. 4. 5. 6. 7. 8.                                     | 1. 2. 3. 4. 5. 6. 7. 8.                                     | 1. 2. 3. 4. 5. 6. 7. 8.                                     | 1. 2. 3. 4. 5. 6. 7. 8.                                     | 1. 2. 3. 4. 5. 6. 7. 8.                                     | 1. 2. 3. 4. 5. 6. 7. 8.                                     | 1. 2. 3. 4. 5. 6. 7. 8.                                     | 1. 2. 3. 4. 5. 6. 7. 8.                                     | 1. 2. 3. 4. 5. 6. 7. 8.                                     | 1. 2. 3. 4. 5. 6. 7. 8.                                     | 1. 2. 3. 4. 5. 6. 7. 8.                                     |
| Sources : rue-ville.info & OpenStreetMap & FNACA-GAJE du Jura |                                                             |                                                             |                                                             |                                                             |                                                             |                                                             |                                                             |                                                             |                                                             |                                                             |                                                             |                                                             |                                                             |                                                             |                                                             |

### Édifices et sites
- Église Saint-Aignan
- Pont sur la Seille
- Prieuré Saint-Christophe
- Château Lecourbe, actuellement mairie / école
- Rue du Puits, ilôt inscrit
- Plusieurs fermes et édifices inscrits à l'inventaire des Bâtiments de France

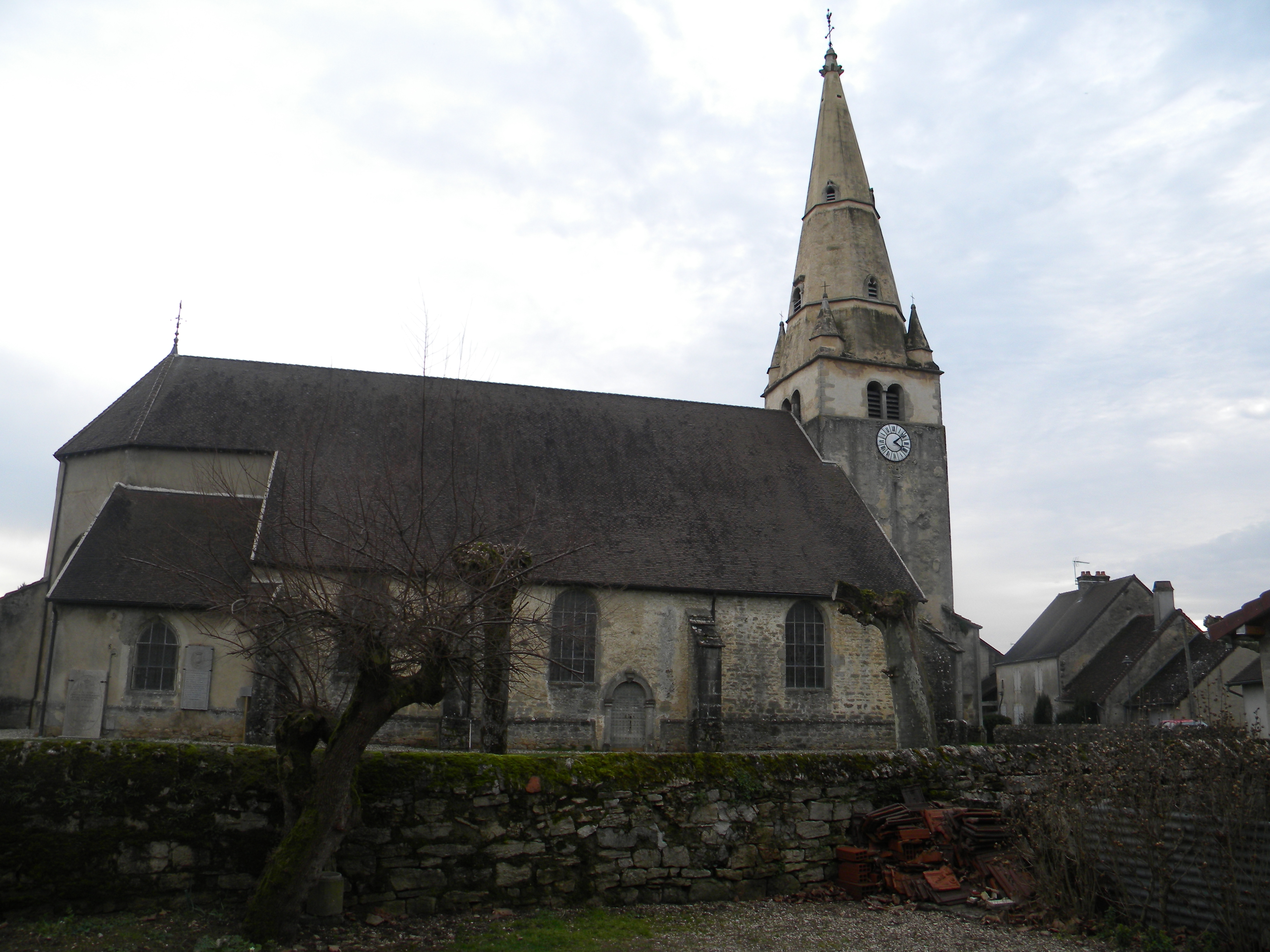
L’église Saint-Aignan (côté nord).
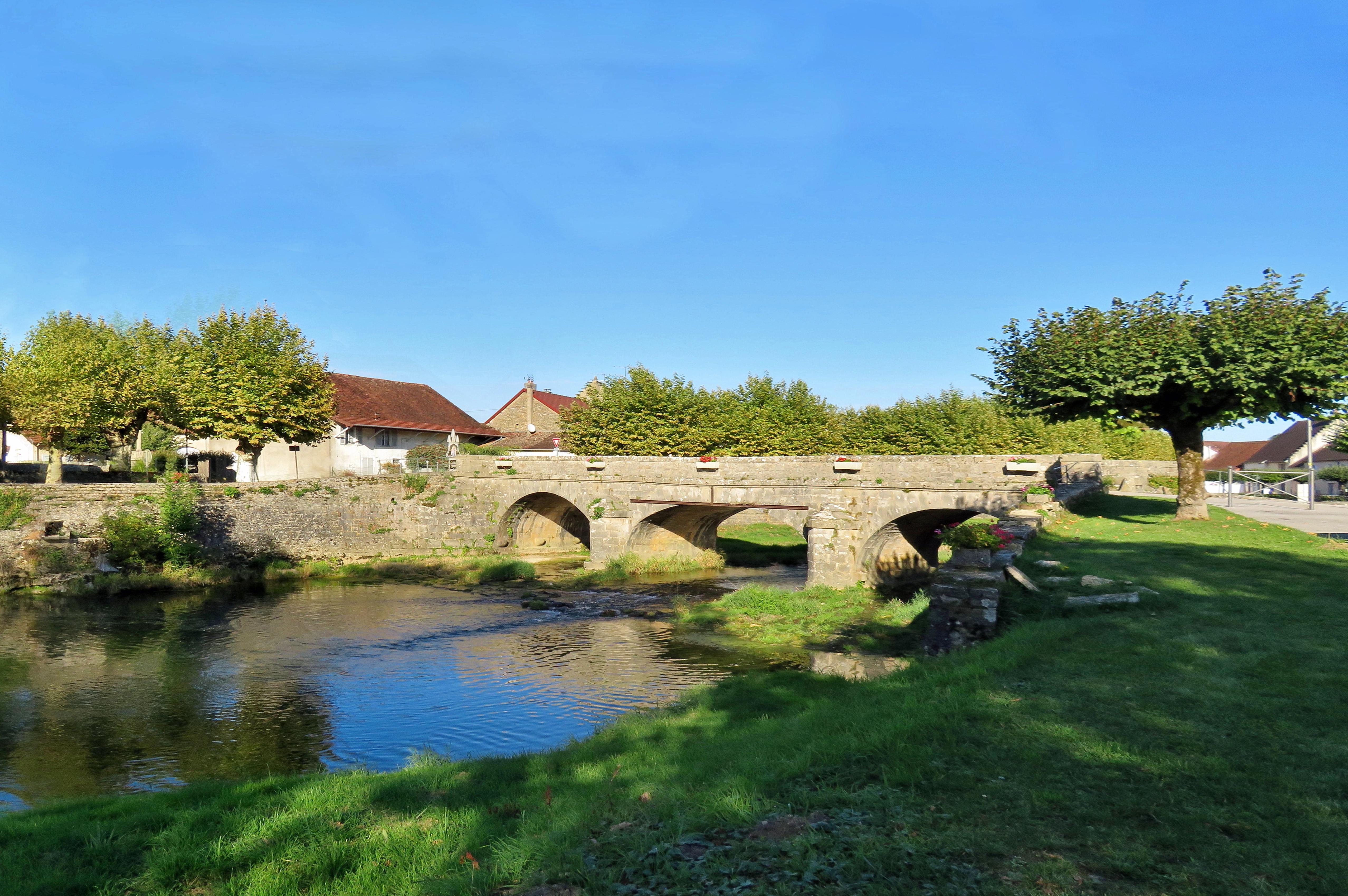
Le vieux pont sur la Seille.
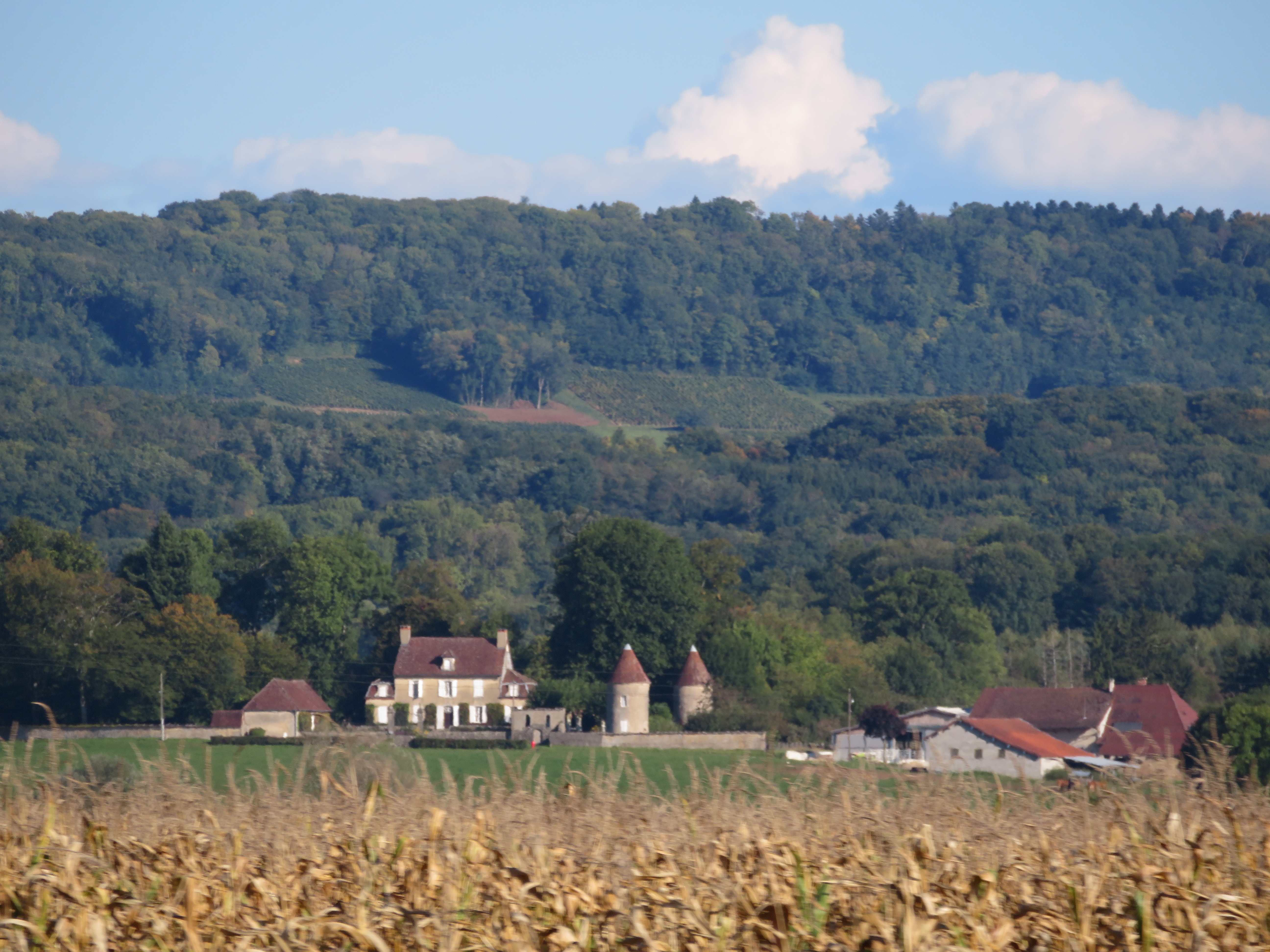
Le château du hameau de Bard.
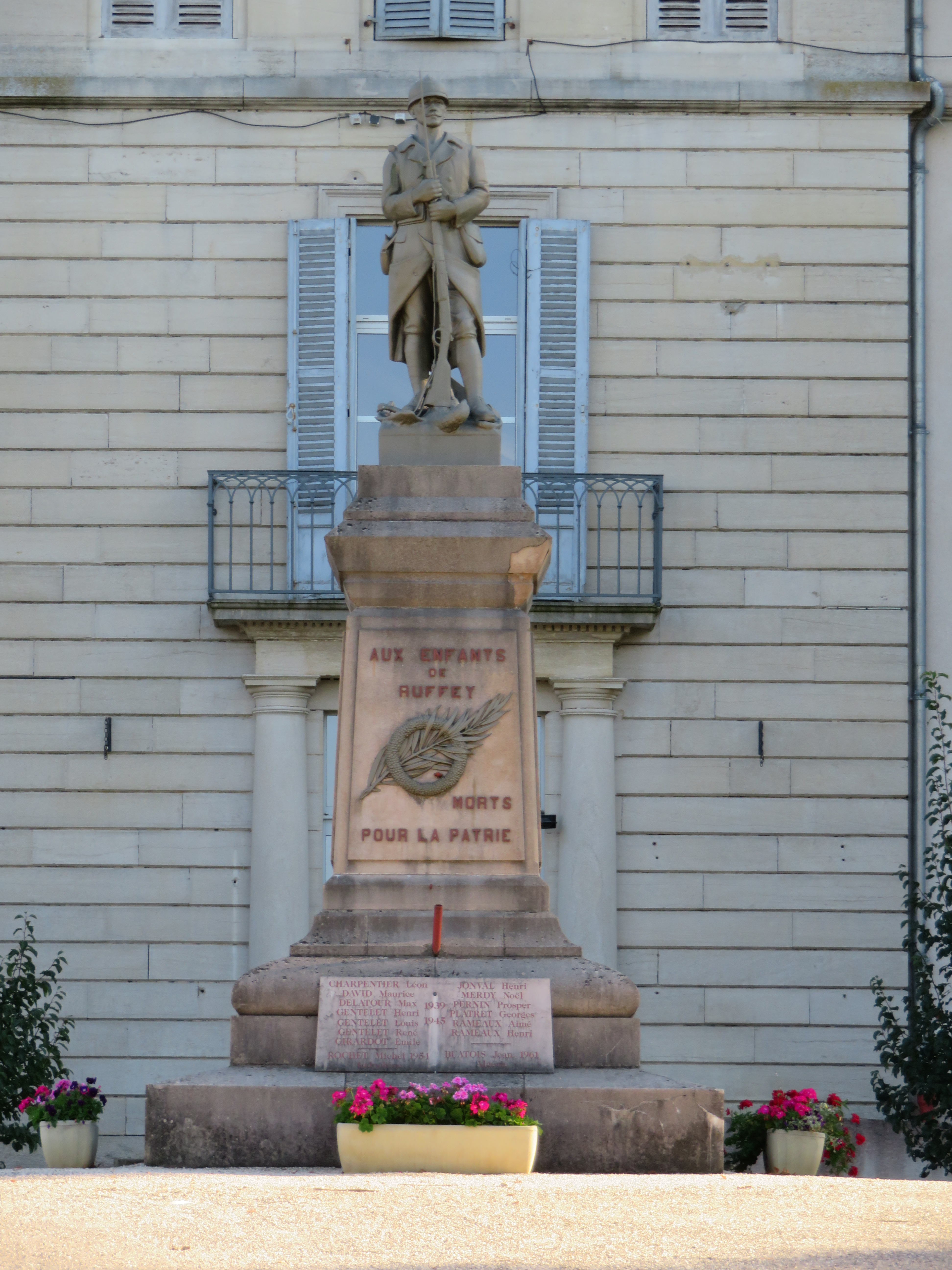
Le monument aux morts (devant la mairie).
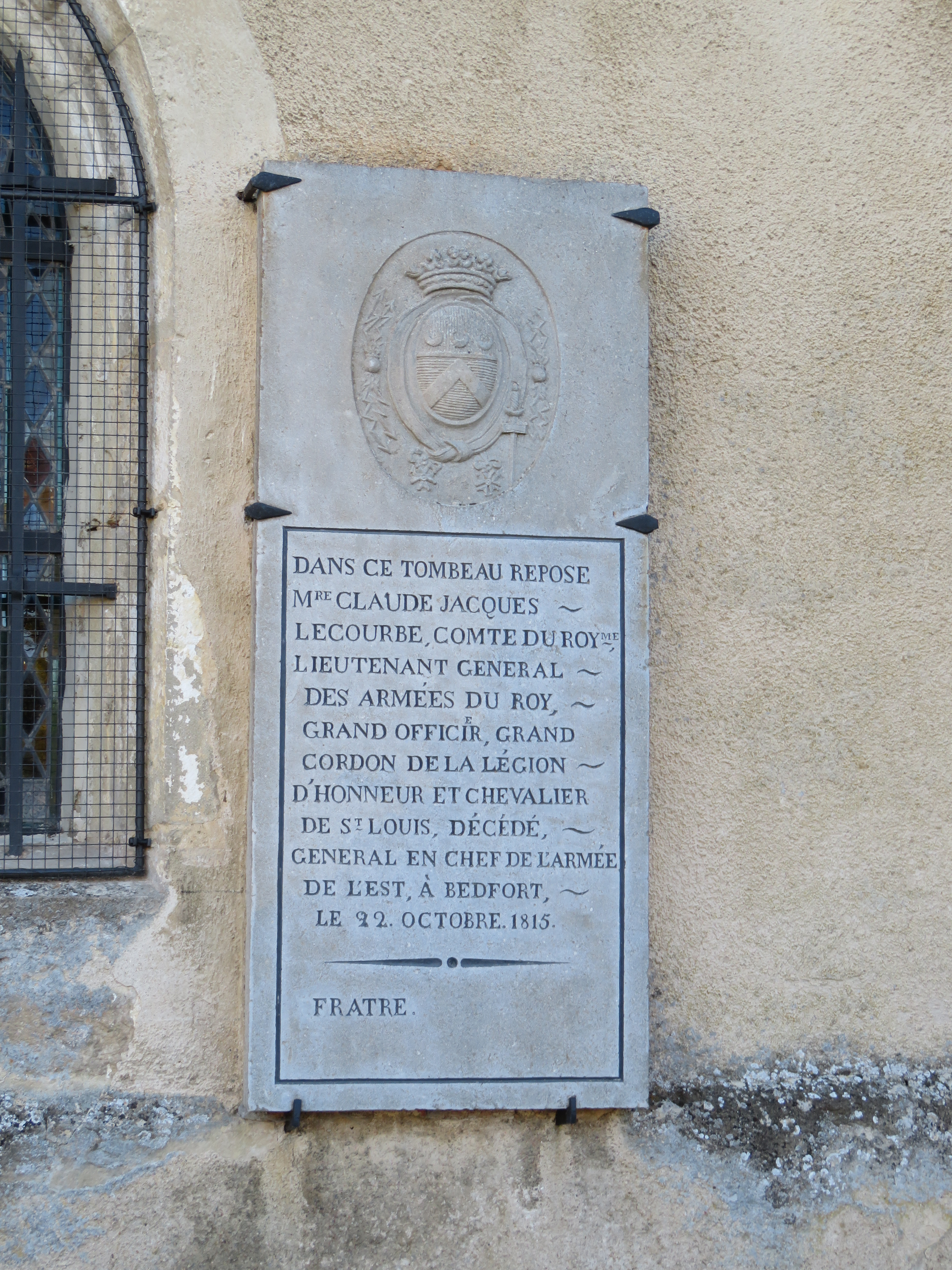
La tombe du général Lecourbe, derrière l’église.
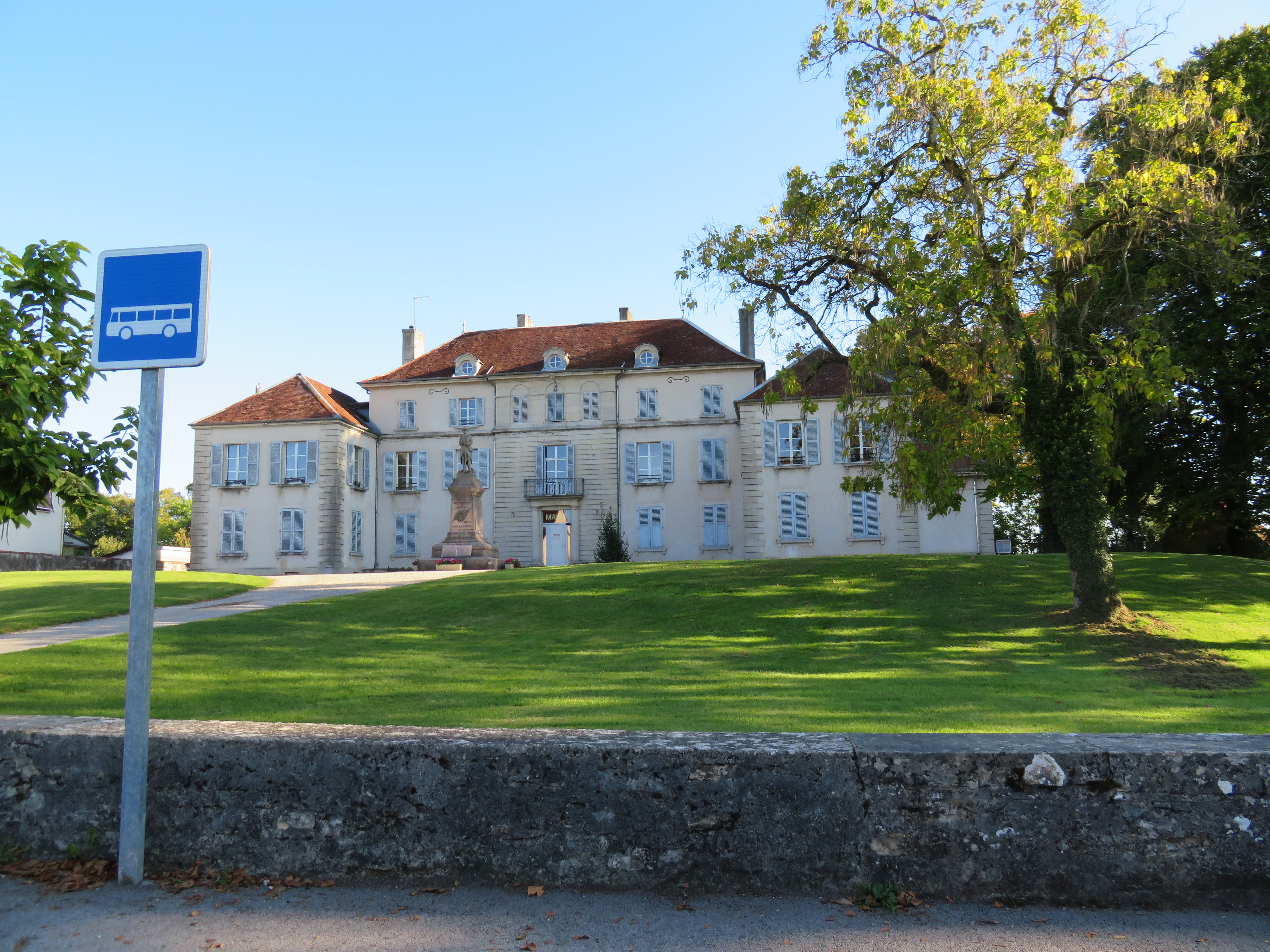
La mairie de Ruffey-sur-Seille.

## Événements
- 2e dimanche du mois d'août : kermesse et 3e feu d'artifice le plus important du Jura (spectacle son, lumière et pyrotechnique). Une des particularités de ce spectacle est qu'il est  entièrement réalisé par une équipe d'artificiers bénévoles diplômés de C3 à C4-T2 niveau 2.
- Les 4 et 5 février 2012, Ruffey-sur-Seille a accueilli pour la première fois la percée du vin jaune. Le village accueille l'événement une seconde fois les 1er et 2 février 2020.

## Personnalités liées à la commune
- Jean-Joseph Gauthier, général des armées de la République et de l'Empire, décédé des suites des blessures reçues à la bataille des Quatre Bras du 16 juin 1815.
- Claude Jacques Lecourbe, commandant de la Garde nationale en 1789 puis général d'Empire, est inhumé au village.
- Jacques François Lecourbe (1768-1827), homme politique né et décédé à Ruffey-sur-Seille, député du Jura.

### Cartes
1. ↑  IGN, « Évolution comparée de l'occupation des sols de la commune sur cartes anciennes », sur remonterletemps.ign.fr (consulté le 15 juillet 2023).